# Atractus thalesdelemai
Atractus thalesdelemai är en ormart som beskrevs av Passos, Fernandes och Zanella 2005. Atractus thalesdelemai ingår i släktet Atractus och familjen snokar. Inga underarter finns listade.
Arten förekommer i södra Brasilien i delstaten Rio Grande do Sul. Honor lägger ägg.